# Alfredo Urdaci Iriarte
Alfredo Urdaci Iriarte (Pamplona, Navarra, 22 de desembre de 1959) és un periodista espanyol llicenciat en Ciències de la Informació per la Universitat de Navarra en 1983 i en Filosofia per la Universitat Complutense de Madrid.
Va començar la seva carrera periodística en el desaparegut Diario 16 i en 1985 va passar a Ràdio Nacional d'Espanya, on va exercir com a corresponsal en Roma.
Director dels serveis informatius de Televisió Espanyola i presentador de la 2a edició de Telediario, des de 1998.
Durant el període que va dirigir els informatius es va produir la primera condemna per manipulació informativa d'un mitjà públic a Espanya, en ser denunciada Televisió Espanyola pel sindicat Comissions Obreres (CCOO) per haver minimitzat l'impacte de la vaga general del 20-J, durant el segon mandat de José María Aznar com a president del Govern.
Com a responsable del servei Alfredo Urdaci va ser l'encarregat de llegir la rectificació de les informacions per mandat judicial. Encara que va complir formalment la sentència, ho va fer llegint la rectificació després dels crèdits i la sintonia de fi de l'informatiu, a una velocitat major de l'habitual i llegint el nom del demandant com "ce ce o o", quan la lectura de sigles és una pràctica inusual en televisió i ràdio.
Aquest fet va provocar que Comissions Obreres demanés aclariments al jutge sobre si era vàlida l'execució de la sentència. El jutge va estimar que no s'havia complert adequadament, encara que el sindicat va refusar sol·licitar-ne una nova execució.
Urdaci va ser premiat per Manuel Fraga per la seva cobertura informativa del desastre del Prestige. Durant part de l'any 2003 va presentar el seu informatiu al costat de Letízia Ortiz, fins que es va fer públic el compromís d'aquesta amb el príncep Felip de Borbó.
Alfredo Urdaci va tenir un paper incòmode en ser l'encarregat de presentar l'especial informatiu de Televisió Espanyola per a la nit electoral del 14 de març de 2004. Quan es perfilava la victòria socialista molts simpatitzants dels partits d'esquerra corejaven consignes en les connexions de TVE que ell mateix introduïa tals com: Urdaci, al telecupó, Urdaci, et queda un telediari, Urdaci, també, a la cua de l'INEM. I fins i tot a Catalunya s'escoltaven eslògans com Urdaci, dimissió, de 'La Farola' director.
Després del triomf del PSOE en les eleccions de març de 2004, el 23 d'abril de 2004 s'acomiada de l'audiència, sent destituït del seu càrrec uns dies després. Se li va oferir un lloc de treball com documentalista, encara que va rebutjar l'oferta i va passar a l'excedència en TVE.
És autor del llibre Días de ruido y furia (Dies de soroll i fúria), de l'Editorial Plaza&Janés, Barcelona (2005), sobre la seva última etapa com a director de serveis informatius, encara que aquest llibre ha hagut de ser retirat de la distribució després de reconèixer Urdaci que contenia afirmacions falses sobre unes suposades declaracions del periodista Fernando Delgado en la cadena SER durant la jornada electoral del diumenge 14 de març de 2004. Aquestes frases hauran de ser eliminades en les futures edicions del llibre.